# La Ferté-Vidame
La Ferté-Vidame – miejscowość i gmina we Francji, w Regionie Centralnym, w departamencie Eure-et-Loir.
Według danych na rok 1990 gminę zamieszkiwało 801 osób, a gęstość zaludnienia wynosiła 20 osób/km² (wśród 1842 gmin Regionu Centralnego La Ferté-Vidame plasuje się na 491. miejscu pod względem liczby ludności, natomiast pod względem powierzchni na miejscu 172.).

## Nazwa
Podczas wielkiej rewolucji francuskiej gmina nosiła przejściowo nazwę La Ferté-les-Bois.